# Departamento de Bilma
Bilma es un departamento situado en la región de Agadez, en Níger. En diciembre de 2012 presentaba una población censada de 17 935 habitantes. Su chef-lieu es Bilma.
El departamento, cuyo territorio abarca casi la cuarta parte del territorio nacional pese a su escasa población, se ubica en la esquina nororiental del país y es fronterizo con Argelia, Libia y Chad. Es el único departamento de la región cuyo territorio no se vio afectado en la reforma territorial de 2011.

## Subdivisiones
Está formado por cuatro comunas, que se muestran asimismo con población de diciembre de 2012:
Comunas urbanas
- Bilma (4409 habitantes)

Comunas rurales
- Dirkou (10 435 habitantes)
- Djado (876 habitantes)
- Fachi (2215 habitantes)